# Fiscalía General de la Nación (Colombia)
La Fiscalía General de la Nación es un organismo independiente adscrito al poder judicial en Colombia. La Fiscalía General nació en 1991 con la promulgación de la nueva Constitución Política y empezó a operar el 1 de julio de 1992.
Esta institución retoma las tareas que se realizaban en la extinta Dirección Nacional de Instrucción Criminal, y su principal función es investigar y acusar a los presuntos responsables de haber cometido un delito a partir del sistema penal oral acusatorio implementado con la Ley 906 de 2004.
El Fiscal General de la Nación es elegido por la Corte Suprema de Justicia de una terna enviada por el Presidente de la República para un periodo de cuatro años.

## Historia
El primer fiscal general de la Nación de Colombia fue el jurista Gustavo de Greiff Restrepo. Se graduó como abogado de la Universidad del Rosario, de la cual fue rector. Es el padre de la exministra de justicia Mónica de Greiff, quien desde el 29 de febrero de 2013 es la presidenta de la Cámara de Comercio de Bogotá. Desde el 22 de marzo de 2012 se desempeñó como fiscal general Luis Eduardo Montealegre Lynett para terminar el período institucional iniciado en 2009 hasta el mes de diciembre de 2010 por Guillermo Ignacio Mendoza Diago quien ejerció como fiscal general de la Nación hasta la elección por parte de la Corte Suprema de Justicia de la abogada Viviane Morales Hoyos quien a la postre dejó el cargo como resultado de una demanda a su elección.

## Composición y procedimiento
La Fiscalía General de la Nación, para el ejercicio de la acción penal, está integrada por el fiscal general de la Nación, el vicefiscal.

## Entes de control
Este organismo es dependiente del Poder Judicial y está bajo la supervisión directa del Consejo Superior de la Judicatura que investiga disciplinariamente a los abogados y funcionarios de la Rama Judicial, de la Contraloría General que ejerce control fiscal, de la Procuraduría General que investiga disciplinariamente a los funcionarios y empleados públicos, y de la Comisión de Acusación de la Cámara de Representantes que investiga disciplinariamente al fiscal general de la Nación.

## Funciones
La Fiscalía General de la Nación, para el cumplimiento de sus funciones constitucionales y legales, tiene las siguientes atribuciones: 
1. Investigar y acusar a los presuntos responsables de haber cometido un delito.
2. Aplicar el principio de oportunidad en los términos y condiciones definidos por el código penal.
3. Ordenar registros, allanamientos, incautaciones e intercepciones de comunicaciones, y poner a disposición del juez de control de garantías los elementos recogidos, para su control de legalidad dentro de las 36 horas siguientes.
4. Asegurar los elementos materiales probatorios y evidencia física, garantizando su cadena de custodia mientras se ejerce contradicción.
5. Dirigir y coordinar las funciones de la policía judicial que en forma permanente ejerce su cuerpo técnico de investigación, la policía nacional y los demás organismos que señale la ley.
6. Velar por la protección de las víctimas, testigos y peritos que la Fiscalía pretenda presentar. (La protección de los testigos y peritos que pretenda presentar la defensa será a cargo de la Defensoría del Pueblo, la de jurados y jueces, del consejo superior de la Judicatura).
7. Ordenar capturas, de manera excepcional y en los casos previstos en el código penal, y poner a la persona capturada a disposición del juez de control de garantías, a más tardar dentro de 36 horas siguiente.
8. Solicitar al juez de control de garantías las medidas necesarias que aseguren la comparecencia de los impuestos al proceso penal, la conversación de la prueba y la protección de la comunidad, en especial de las víctimas.
9. Presentar la acusación ante el juez de conocimiento para dar inicio al juicio oral.
10. Solicitar ante el juez del conocimiento la preclusión de las investigaciones cuando no hubiese mérito para acusar.
11. Intervenir en la etapa del juicio en los términos del código penal.
12. Solicitar ante el juez del conocimiento las medidas judiciales necesarias para la asistencia de las víctimas, el restablecimiento del derecho y la reparación integral de los efectos del injusto.
13. Interponer y sustentar los recursos ordinarios y extraordinarios y la acción de revisión en los eventos establecidos en el código penal.
14. Solicitar nulidades cuando a ellos hubiere lugar.

Corresponde a la Fiscalía General de la Nación en relación con el ejercicio de la acción penal:
1. Investigar y acusar, si hubiere lugar, a los servidores públicos que gocen de fuero constitucional, con las excepciones previas en la constitución.
2. Asumir directamente las investigaciones y procesos, cualquiera sea el estado en que se encuentren, lo mismo de asignar y desplazar libremente a sus servidores en las investigaciones y procesos, mediante orden motivada.
3. Determinar el criterio y la posición que la Fiscalía General de la Nación deba asumir en virtud de los principios de la unidad de gestión y jerarquía, sin prejuicio de la autonomía  de los fiscales delegados en los términos y condiciones fijados por la ley.

## Fiscales Generales
| Nro | Imagen | Inicio                              | Final                 | Fiscal general        | Ternados |
| --- | ------ | ----------------------------------- | --------------------- | --------------------- | --- |
| 1   |        | Gustavo de Greiff Restrepo          | 1 de agosto de 1992   | 1 de agosto de 1994   | Hugo Escobar Sierra Guillermo Salah Zuleta |
| 2   |        | Alfonso Valdivieso Sarmiento        | 1 de agosto de 1994   | 1 de agosto de 1997   | Juan Carlos Esguerra Portocarrero Carlos Gustavo Arrieta Padilla. |
| 3   |        | Alfonso Gómez Méndez                | 1 de agosto de 1997   | 31 de julio de 2001   | Saturia Esguerra Portocarrero Manuel Santiago Urueta Ayola |
| 4   |        | Luis Camilo Osorio Isaza            | 1 de agosto de 2001   | 1 de agosto de 2005   | Patricia Murcia Jorge Pinzón Sánchez |
| 5   |        | Mario Iguaran Arana                 | 1 de agosto de 2005   | 31 de julio de 2009   | Consuelo Caldas Jorge Pretelt |
| -   |        | Guillermo Mendoza Diago (encargado) | 1 de agosto de 2009   | 11 de enero de 2011   | Encargado |
| 6   |        | Viviane Morales                     | 11 de enero de 2011   | 6 de marzo de 2012    | Juan Carlos Esguerra Portocarrero Carlos Gustavo Arrieta Margarita Cabello Blanco Camilo Ospina Juan Ángel Palacio Virgina Uribe Marco Antonio Velilla Jorge Aníbal Gómez |
| -   |        | Martha Lucía Zamora (encargada)     | 6 de marzo de 2012    | 29 de marzo de 2012   | Encargada |
| 7   |        | Luis Eduardo Montealegre Lynett     | 29 de marzo de 2012   | 28 de marzo de 2016   | Mónica de Greiff María Luisa Mesa |
| -   |        | Jorge Fernando Perdomo (encargado)  | 29 de marzo de 2016   | 31 de julio de 2016   | Encargado |
| 8   |        | Néstor Humberto Martínez            | 1 de agosto de 2016   | 15 de mayo de 2019    | Yesid Reyes Mónica Cifuentes |
| -   |        | Fabio Espitia (encargado)           | 17 de mayo de 2019    | 30 de enero de 2020   | Encargado |
| 9   |        | Francisco Barbosa                   | 13 de febrero de 2020 | 13 de febrero de 2024 | Clara María González Camilo Gómez |
| -   |        | Martha Janeth Mancera (encargada)   | 13 de febrero de 2024 | 22 de marzo de 2024   | Encargada |
| 10  |        | Luz Adriana Camargo                 | 22 de marzo de 2024   | En el cargo           | Ángela María Buitrago Amelia Pérez Parra |

## Interinidad (2009-2010)
Debido a que el entonces presidente Álvaro Uribe elegía ternados cuyos integrantes fueran cercanos a su gobierno, la Corte Suprema de Justicia los rechazaba continuamente, considerando que quién fuera fiscal general quedaría limitado en sus acciones e imparcialidad, y que en el eventual caso de encontrarse irregularidades en algunos miembros del gabinete ministerial (de entonces), el fiscal no podría obrar con total imparcialidad. Todo ello generaba disgustos en la relación gobierno-corte hasta la llegada a la presidencia del exministro de defensa del gobierno Uribe, Juan Manuel Santos.

### Primera terna
En agosto de 2009 el entonces presidente Álvaro Uribe presentó ante la Corte una terna para Fiscal conformada por Virginia Uribe quien ejerció como abogada personal del presidente Uribe en Antioquia, el Magistrado del Consejo de Estado Juan Ángel Palacio y el exministro de defensa del primer periodo de Gobierno de Uribe, Camilo Ospina Bernal. Estos candidatos iniciales fueron criticados porque ninguno era especialista en Derecho Penal y por su cercanía con el Gobierno
La reacción de la Corte Suprema de Justicia tras dos meses de deliberaciones sobre esta terna fue devolverla al Gobierno para que fuese recompuesta, generándose así un nuevo choque entre el Ejecutivo y la Rama Judicial, en un hecho sin precedentes en la historia de la elección de fiscal general en Colombia. Los reparos de la Corte Suprema de Justicia tras escuchar a los candidatos en audiencia pública, se centraban en el desconocimiento del derecho penal de todos ellos y, en específico, en los serios los cuestionamientos a Palacio por supuesta participación en tráfico de influencias en el Consejo de Estado, mientras a Ospina se le criticó su excesiva cercanía al primer mandatario, que le restaría autonomía, al tiempo que de Virginia Uribe se señalaba sus flaquezas jurídicas. Por su parte el Gobierno argumentaba que el papel de la Corte Suprema se debía limitar a elegir un candidato de la terna presentada por el Gobierno.

### Segunda terna
Ante la negativa de la Corte Suprema de Justicia de entrar a elegir fiscal general de la Nación, esta terna fue recompuesta en su totalidad, de la siguiente manera:
El primer candidato en renunciar a sus aspiraciones fue Juan Ángel Palacio en octubre de 2009, siendo reemplazado por el también Consejero de Estado Marco Antonio Velilla. Posteriormente, la candidata Virginia Uribe presentó su renuncia el 29 de noviembre de 2009, siendo reemplazada por la Procuradora Delegada y exmagistrada barranquillera Margarita Cabello Blanco. Con la renuncia de Uribe y posterior designación de Cabello Blanco como candidata para la terna de fiscal general, la Corte Suprema de Justicia procedió a votar la terna para Fiscal declarándola viable el 28 de enero de 2010
Sin embargo y a pesar de que en la mayoría de las votaciones salió como ganadora por mayoría simple la procuradora Cabello desde esa fecha y hasta entonces, ninguno de los candidatos obtuvo la votación calificada de 16 votos para ser designado como fiscal general de la Nación.
Finalmente, el 12 de mayo de 2010 renunció a su candidatura como fiscal general de la Nación, Camilo Ospina Bernal, único de los candidatos que se mantenía de la terna inicial presentada por el Gobierno siendo reemplazado ese mismo día por el expresidente de la Corte Suprema de Justicia, Jorge Aníbal Gomez Gallego, único penalista en la terna para fiscal. Tras esta última designación, la Corte Suprema de Justicia descartó que se fueran a producir nuevos cambios dentro de la terna.

### Decaimiento de la segunda terna
El 5 de agosto el Magistrado de la Corte Suprema de Justicia Luis Javier Osorio denunció públicamente haber sido objeto de ofrecimientos para que votara a favor de la candidata Margarita Cabello Blanco; hecho que fue calificado por el entonces Ministro del Interior y Justicia designado, Germán Vargas Lleras y por el presidente del Consejo de Estado como grave. Por su parte la candidata Margarita Cabello negó haber enviado alguna persona para que intercediera a su favor ante el magistrado Luis Javier Osorio, de la Corte Suprema de Justicia, durante las votaciones y debates de elección e instó al Magistrado a señalar el nombre de la persona que le había hecho este ofrecimiento. Debido a lo anterior el CTI de la Fiscalía dio inicio a las investigaciones para establecer la veracidad de la denuncia.
Con todo, el Presidente de la Corte Suprema de Justicia (e), Jaime Arrubla, anunció un día después que las votaciones continuarían.

### Tercera terna
El 21 de septiembre tras haber afirmado el presidente de la Corte Suprema de Justicia, Jaime Arrubla Paucar en una entrevista concedida a la Revista Semana que "el Presidente de la República es el único competente para cambiar la terna para Fiscal General" el Gobierno del presidente Juan Manuel Santos anunció que estaba estudiando la posibilidad de modificar una vez más la terna de candidatos aspirantes al cargo de fiscal general de la Nación.
El 31 del mismo mes el gobierno Santos a través de su Ministro del Interior y Justicia, Germán Vargas Lleras reafirmó la voluntad del Gobierno de modificar la terna de candidatos para ser Fiscal de ser esto necesario aunque condicionó la medida a que la Corte Suprema de Justicia tomase una posición clara en este sentido, dirigiéndole al Gobierno una carta oficialmente sentando una posición al respecto.
El 3 de noviembre el Gobierno presentó una nueva terna de candidatos a fiscal general integrada por el exministro de Defensa del gobierno de Ernesto Samper Pizano, Juan Carlos Esguerra Portocarrero, la excongresista Viviane Morales y el exprocurador General Carlos Gustavo Arrieta Padilla de la que fue elegida Morales.
Los candidatos Esguerra y Arrieta habían sido candidatos para fiscal general en 1994 en la misma terna de la que resultó elegido Alfonso Valdivieso.
Sin embargo, el 28 de febrero de 2012, el Consejo de Estado declaró la nulidad de la elección de la fiscal general Viviane Morales aduciendo violación del reglamento interno de la Corte Suprema de Justicia en el procedimiento de elección. Debido a esto, la Fiscal Morales renunció a su cargo el 2 de marzo de 2012.

## Tercer fiscal para un periodo
Tras la renuncia Viviane Morales al cargo de fiscal general de la Nación, el 13 de marzo de 2012 el Presidente de Colombia, Juan Manuel Santos arma una nueva terna para la elección del reemplazo de la saliente fiscal, en la que incluye a la abogada María Luisa Mesa, también a la entonces secretaria de desarrollo económico de Bogotá, Mónica de Greiff y por último al ex viceprocurador general Luis Eduardo Montealegre Lynett; terna de la cual resulta elegido este último con 16 de 23 votos de los magistrados de la Corte Suprema de Justicia.

## Conmemoración de los 30 años
En 2022 en el  Teatro Colón de Bogotá se cumplió el acto solemne de conmemoración de los 30 años de la Fiscalía General de la Nación. La ceremonia estuvo presidida por el Fiscal General de la Nación, Francisco Barbosa Delgado; y contó con la asistencia del Presidente de la República, Iván Duque Márquez; los presidentes de la Corte Suprema de Justicia, la Corte Constitucional, el Consejo de Estado, el Consejo Superior de la Judicatura, la Comisión Nacional de Disciplina Judicial, entre otros representantes del sector judicial y de la vida pública.